# 中村春堂
中村 春堂（なかむら しゅんどう、1868年8月20日（慶応4年7月3日） - 1960年（昭和35年）3月14日）は、日本の能書家。漢学者中村芳平の子。豊前国仲津郡祓郷村大字田中（現在の福岡県京都郡みやこ町田中）出身。名は尚友、字は玄郷、通称を楳太郎(梅太郎)、雅号を春堂または耕心斉と称した。

## 略歴
旧制豊津中学校(豊津高校→現福岡県立育徳館中学校・高等学校)を経て、大分県中津町の河野私塾に学んだ後、郷里で初等教育に従事していたが、1896年（明治29年）に上京。法制局長官・末松謙澄(現行橋市出身)の推薦により内閣法典調査会に奉職した。勤務のかたわら専修学校(現専修大学)に入学して、法律学・経済学を学んだ。
春堂の能筆(字が上手いこと)は宮中顧問官で法典調査部長の三浦安氏の認めるところとなり、もっぱら書道の研究に従うことを勧められ、書道をもって世に立つことを決意した。
1898年（明治31年）、小野鵞堂に入門、翌年には難関の文部省習字科検定試験に合格し、書道家としての道を歩み始めた。
1901年（明治34年）、日本女子大学校（現日本女子大学）の書道教授となったのを皮切りに、数多くの高等学校・大学で教鞭をとるとともに、私塾寒香書院を設立し、門人の育成をはかった。30年間にわたる門人は三千余名、その間揮毫された出版物は三十余種に及んだ。
1924年（大正13年）、日本芸術協会審査員、1929年（昭和4年）、泰東書道院総務審査員、1946年（昭和21年）日本書道美術院顧問審査員、1949年（昭和24年）毎日展審査員、1951年（昭和26年）日本書道連盟顧問、1952年（昭和27年）日展審査員などを歴任、明治・大正・昭和の三代にわたり書道界、特に書道教育に尽くした功績は大きい。春堂は仮名文字を得意としたが、調和体(漢字とかなが調和した優美な書風)の素養もあり、その流麗な書風は、天性の才能のみならず、長年にわたる不断の努力によって得られたものである。